# Erwin Neher

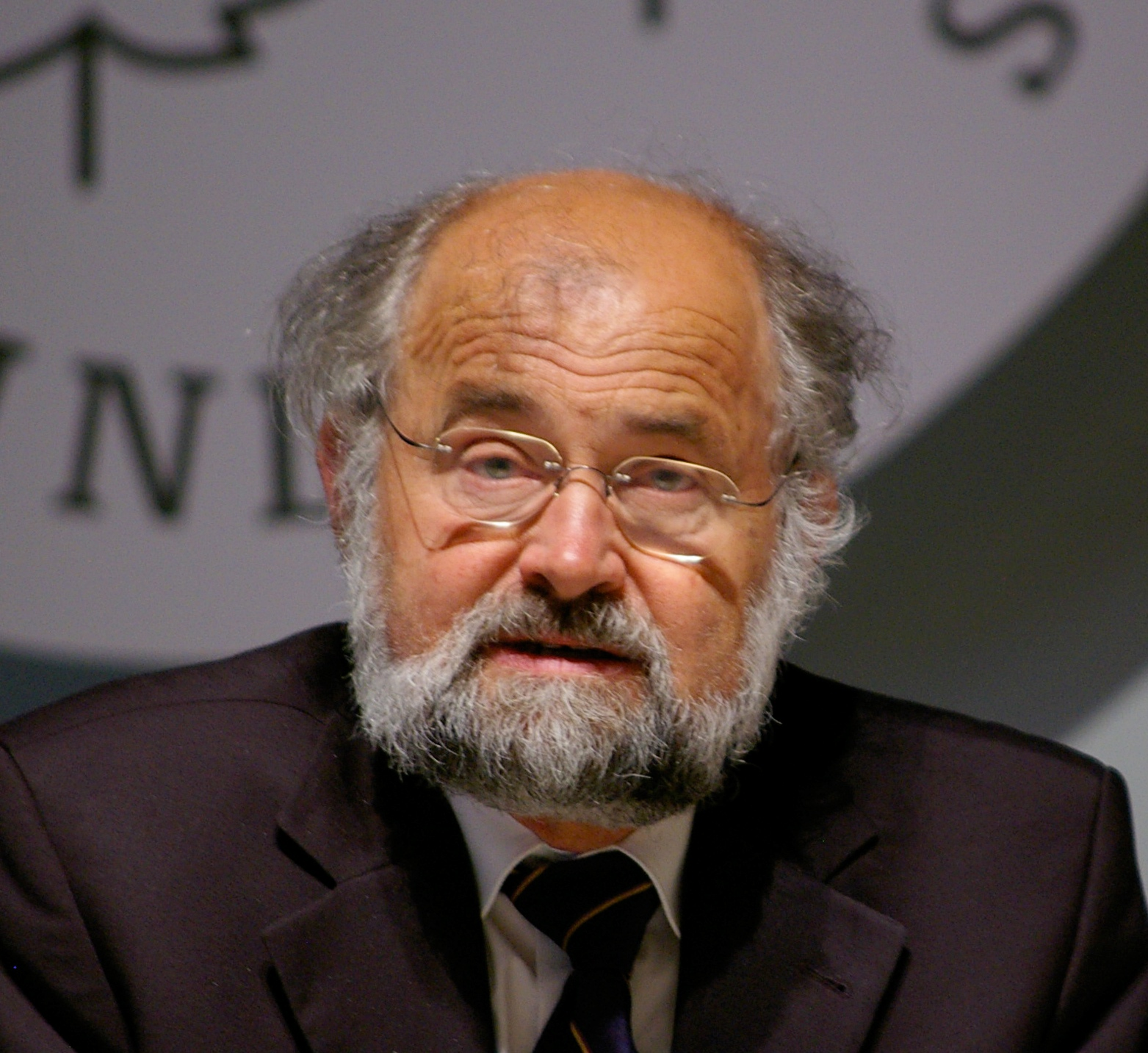
Erwin Neher (2007)

Erwin Neher (* 20. März 1944 in Landsberg am Lech, Bayern) ist ein deutscher Biophysiker.
Erwin Neher und Bert Sakmann erhielten 1991 den Nobelpreis für Physiologie oder Medizin für ihre Entwicklung einer Methode zum direkten Nachweis von einzelnen Ionenkanälen in Zellmembranen. Beide Wissenschaftler waren federführend an der Entwicklung der Patch-Clamp-Technik beteiligt, die die Grundlage für ihre Entdeckungen bildete.

## Leben
Erwin Neher ist Sohn von Franz Xaver Neher, Angestellter einer Firma für Milchprodukte, und Elisabeth Neher (geborene Pfeiffer), ausgebildete Lehrerin. Er hat zwei ältere Schwestern. Erwin Neher ist katholisch. Er besuchte das Maristenkolleg in Mindelheim. Dort waren Mathematik und Physik seine Lieblingsfächer. Er verbrachte seine Jugend in Buchloe. In seiner Freizeit interessierte er sich für die neu erschienene Literatur zur Kybernetik. Er studierte ab 1963 Physik an der TU München und ab 1966 mit Hilfe eines Fulbright-Stipendiums an der University of Wisconsin. Den Titel Master of Science erhielt er 1967.
Am Max-Planck-Institut für Psychiatrie in München wurde er 1970 bei Hans Dieter Lux, in dessen Labor er auch Bert Sakmann kennenlernte, promoviert. Ab 1970 war er auch als Wissenschaftler am Max-Planck-Institut in Göttingen tätig. Von 1975 bis 1976 war er Res. Assoc. der Yale University in New Haven, Connecticut (USA). Ab 1976 hatten Neher und Sakmann zusammen an der Universität Göttingen ein Young Investigator Laboratory, wo sie zusammen mit weiteren Forschern arbeiteten.
Neher entwickelte die Methodik der patch clamp-Technik zur hochauflösenden Stromregistrierung in biologischen Membranen. Er arbeitete über Ionenkanäle in biologischen Membranen und die Sekretion von Neurotransmittern und Hormonen.
Er war von 1983 bis 2011 Direktor am Max-Planck-Institut für biophysikalische Chemie in Göttingen und Leiter der Abteilung Membranbiophysik. Seitdem ist er Leiter einer Emeritus-Arbeitsgruppe.
Neher lebt in Eddigehausen und ist seit 1978 mit Eva-Maria Neher, geborene Ruhr, verheiratet, mit der er fünf Kinder hat, Benjamin, Carola, Margret, Sigmund sowie den Physiker und Molekularbiologen Richard Neher.

## Auszeichnungen und Ehrungen

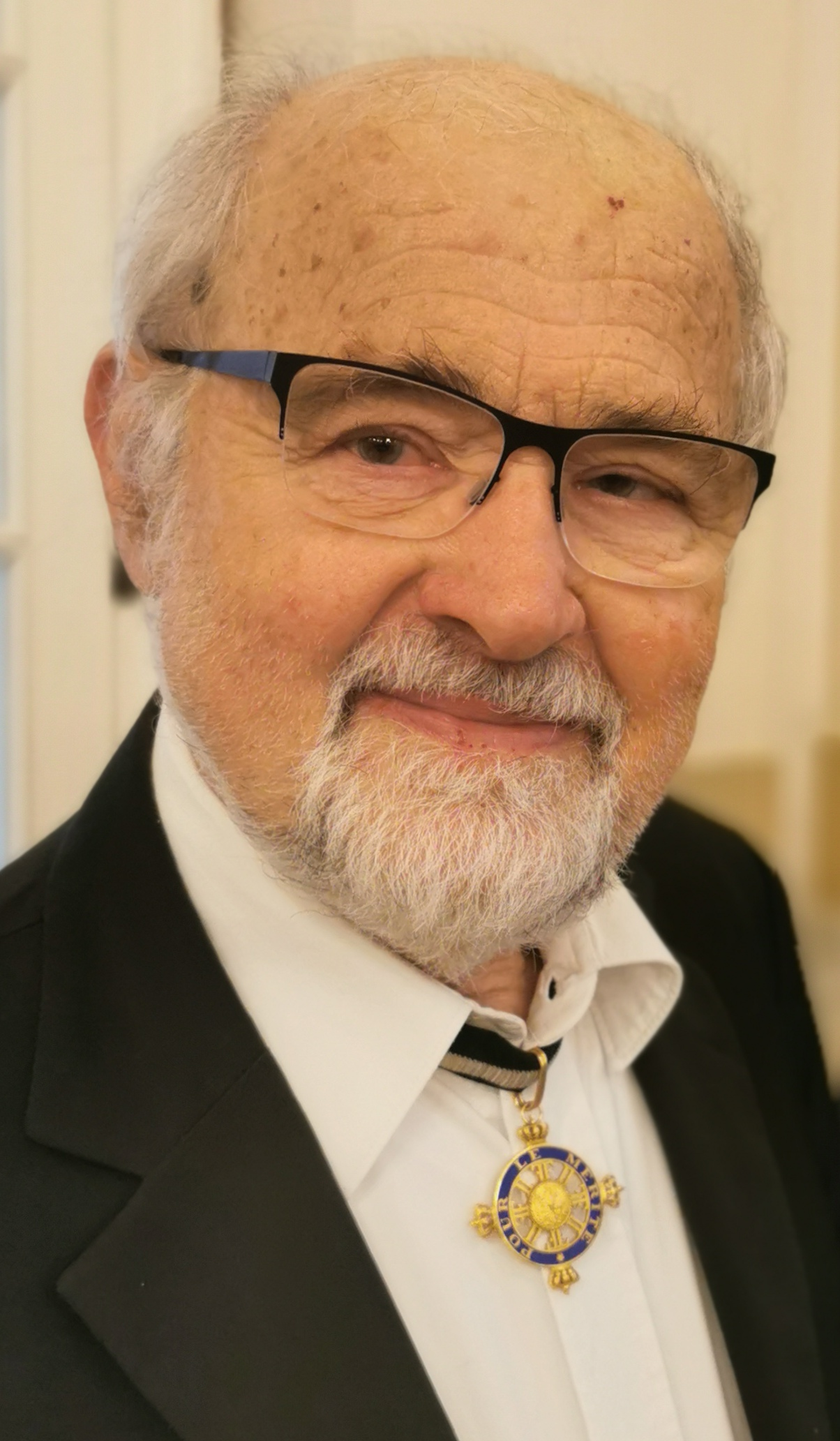
Erwin Neher mit dem Orden Pour le Mérite (2025)

Neben dem Nobelpreis erhielt er zahlreiche weitere Auszeichnungen, darunter eine Ehrenprofessur in Göttingen und zehn Ehrendoktortitel auf vier verschiedenen Kontinenten, sowie 1983 den W. Alden Spencer Award, 1984 den Adolf-Fick-Preis, 1986 den Louisa-Gross-Horwitz-Preis, 1987 den Gottfried-Wilhelm-Leibniz-Preis der Deutschen Forschungsgemeinschaft, 1989 einen Gairdner Foundation International Award, 1991 den Ralph-W.-Gerard-Preis und 1990 den Niedersächsischen Staatspreis für Wissenschaft. 1989 wurde er in die Academia Europaea sowie in die National Academy of Sciences und 1992 in die American Academy of Arts and Sciences gewählt, seit 1992 ist er ordentliches Mitglied der Akademie der Wissenschaften zu Göttingen, seit 1998 Mitglied der Deutschen Akademie der Naturforscher Leopoldina, seit 2008 Nationale Akademie der Wissenschaften. 1994 wurde er als auswärtiges Mitglied in die Royal Society aufgenommen. Er ist auswärtiges Mitglied der Ukrainischen Akademie der Wissenschaften. Erwin Neher ist zudem Ehrenbürger seiner Heimatstadt Buchloe. 2004 erhielt er zudem den Karl-Küpfmüller-Ring der Technischen Universität Darmstadt.

## Veröffentlichungen (Auswahl)
- Elektronische Meßtechnik in der Physiologie. Springer, 1974, ISBN 978-3-540-06746-7, doi:10.1007/978-3-642-65866-2.
- mit Bert Sakmann (Hrsg.): Single Channel Recording. Springer Verlag, 1983, ISBN 978-0-306-44870-6, doi:10.1007/978-1-4419-1229-9.
- als Mitherausgeber: Journal of Physiology. London.
- Ionenkanäle für die inter- und intrazelluläre Kommunikation. In: Angewandte Chemie. Band 104, 1992, S. 837–843, doi:10.1002/ange.19921040705 (Nobelpreis-Vortrag).
- mit Bert Sakmann: Die Erforschung von Zellsignalen mit der Patch-Clamp-Technik. In: Spektrum der Wissenschaft. Band 5, 1992, S. 48–56 (spektrum.de [PDF; 7,0 MB]).